# Аркадијски савез
Аркадијски савез био је савез грчких полиса у древној Аркадији основан 370. године п. н. е. са циљем да аркадијски полиси очувају слободу стечену након пораза Спарте у бици код Леуктре. 
Главни подстрекач стварања савеза био је град Мантинеја који је највише страдао под влашћу Спарте. За седиште савеза одабран је Мегалополис који је основан годину дана раније. Тамо се састајала заједничка скупштина ку је чинило 10.000 чланова. 
Слабљење савеза довело је до приклањања чланова новим силама – Теби и Атини. То је слабило савез. Током битке код Мантинеје којом је завршена хегемонија Тебе, чланице су водиле битку на супротним странама – Мантинеја на страни Атине и Спарте, а Тегеја на страни Тебе. Ахајски савез је, упркос томе, опстао све до 230-тих година када је прикључен Ахајском савезу. 